# Йоанис Анастасиу
Йоанис Анастасиу (на гръцки: Ιωάννης Αναστασίου) е зограф от Солунско от XIX век.

## Биография
Роден е в олимпийската паланка Литохоро. Негова е иконата „Свети Георги на кон“ (1825) от манастира Влатадес в Солун, подписана „χειρ Ιωάννου“. В солунския храм „Свети Антоний“ негови са иконите „Свети Анастасий Перски“ (1834), подписана „χειρ Ιωα(ννη) Α[ν]αστ(ασίου) του (εκ Λ)υτοχορου“ и „Света Пулхерия“. В храма „Свети Атанасий“ в Солун негова е иконата „Исус Христос Велик Архиерей“ (1846), подписана „χειρ Ιω(άννη) Α. Ρ.“.